# In a Warzone
In A Warzone is het derde studioalbum van de Amerikaanse supergroep Transplants. Het werd uitgegeven op 25 juni door Epitaph Records.

## Nummers
1. "In a Warzone" - 2:07
2. "See It to Believe It" - 3:05
3. "Back to You" - 2:49
4. "Come Around" - 2:49
5. "Something's Different" - 3:05
6. "Any of Them" - 2:25
7. "Silence" - 1:49
8. "All Over Again" - 2:02
9. "It's a Problem" - 3:15
10. "Completely Detach" - 2:00
11. "Gravestones and Burial Plots" - 2:44
12. "Exit the Wasteland" - 1:55